# Leonard Kimura
Leonard Kimura SJ (jap. レオナルド木村 Reonarudo Kimura; ur. 1575 w Nagasaki, zm. 18 listopada 1619 tamże) − błogosławiony Kościoła katolickiego, męczennik, ofiara prześladowań antykatolickich w Japonii.

## Geneza męczeństwa
Rozwój chrześcijaństwa w Japonii zapoczątkowany w 1549 roku za sprawą św. Franciszka Ksawerego po latach napotkał szereg problemów. Rosnąca liczba wyznawców spowodowała zmianę nastawienia władz, które obawiały się osłabienia swej pozycji. Innymi przyczynami wycofania przez siogunów i książęta poparcia dla działalności misji były konflikty między kupcami hiszpańskimi i portugalskimi a także spory między samymi misjonarzami o metody ewangelizacji. Wszystkie te czynniki stały się przyczyną kolejnych fal prześladowań. Po okresie wzmożonej działalności misyjnej Kościoła katolickiego, według szacunków, w 1613 roku w Japonii religię tą wyznawało 400 tysięcy osób. W tym roku siogun Hidetada Tokugawa wydał dekret na mocy którego pod groźbą utraty życia wszyscy misjonarze mieli opuścić kraj, a praktykowanie i nauka religii zostały zakazane.

## Życiorys
Leonard Kimura pochodził ze szlacheckiej rodziny chrześcijańskiej. Już jego dziad przyjął jako pierwszy chrzest z rąk św. Franciszka Ksawerego. Nauki pobierał w miejscowej szkole jezuitów, a od 1588 roku działał jako katechista. Do Towarzystwa Jezusowego wstąpił w listopadzie 1602 roku. Z własnego wyboru pozostawał bratem zakonnym pełniąc początkowo funkcje kucharza i krawca, a później katechety. Za sprawą pomówienia w grudniu 1616 roku został aresztowany pod zarzutem morderstwa. W czasie procesu ujawnił przynależność religijną, za co trafił do więzienia, gdzie podjął swój apostolat i nawrócił 96 osób. Swoją postawą przyczynił się do uznania przez współwięźniów za przywódcę duchowego. 18 listopada 1619 roku postawiony przed gubernatorem, na pytanie czy należy do Towarzystwa Jezusowego i jeżeli tak, to dlaczego nie podporządkował się obowiązującemu nakazowi opuszczenia Japonii, odpowiedział:

Pozostałem, aby głosić wiarę w Jezusa Chrystusa i pragnę ją głosić aż po ostatnie tchnienie.

Jeszcze tego samego dnia został spalony wraz z czterema innymi chrześcijanami.
Dzienna rocznica śmierci jest dniem, kiedy wspominany jest w Kościele katolickim.
Leonard Kimura znalazł się w grupie 205 męczenników japońskich beatyfikowanych 7 maja 1867 roku przez papieża Piusa IX.